# Nat stro
Nat stro is een horrorverhaal geschreven door de Amerikaan Richard Matheson in 1953. De Nederlandse vertaling verscheen in de serie Bruna FeH in 1976 in de bundel met de titel Nat stro en andere griezelverhalen.

## Het verhaal
John gaat ’s avond naar bed om te gaan slapen. Alhoewel helemaal in dekens gehuld, krijgt hij last van een ijskoude windvlaag. Deze windvlaag ruikt naar nat stro. Hij denkt dat hij een nachtmerrie heeft gehad en slaapt verder. De volgende dag blijft hij staan bij een schilderij van een schuur in een vallei, dat in het museum hangt. ’s Avonds in bed komt de koude windstroom weer voorbij, maar ook een bliksemschicht en het regent. Hij heeft het gevoel dat hij zich in een schuur bevindt, alwaar zich ook een paard en muizen bevinden. Hij is steenkoud, maar als hij de ramen van zijn slaapkamer opendoet, waait een frisse wind naar binnen en zijn angst neemt langzaam af. Om zijn angst te doorgronden bezoekt John de volgende dag opnieuw het museum en komt bij dat eerdere genoemde schilderij tot de conclusie dat hij de situatie herkent; hij was op huwelijksreis, toen zij moesten schuilen in een schuur met paard en muizen. John durft nu niet meer naar bed te gaan en slaapt de volgende nacht al zittend. De nachtmerrie krijgt hem toch weer te pakken en hij verwondt zijn arm aan een vensterraam als hij het onbereikbare wil bereiken. De volgende nacht lonkt zijn overleden vrouw naar hem. In de schuur had zij al beloofd: Wij zijn altijd een. Nu ben ik dood. Jij maakte een drankje voor me klaar en toen stierf ik. Jij deed het raam open om koele lucht binnen te laten.